# 키클록
키클록(Keycloak)은 현대의 애플리케이션과 서비스에 초점을 둔 아이덴티티 및 접근 관리(Identity and Access Management)에 통합 인증(SSO)을 허용하는 오픈 소스 소프트웨어 제품이다. 2018년 3월 기준으로 와일드플라이 커뮤니티 프로젝트는 RH-SSO 프로젝트의 업스트림 프로젝트로서 사용하는 레드햇의 관리 하에 있다.

## 같이 보기
- 통합 인증
- 커버로스
- 레드햇